# Кахала (Эстония)
Ка́хала (эст. Kahala) — деревня на севере Эстонии в волости Куусалу, уезд Харьюмаа. Старейшина деревни —Яанус Хейн (Jaanus Hein).

## География и описание
Расположена недалеко от побережья Балтийского моря, в 36 километрах к востоку от Таллина, к юго-западу от озера Кахала, у шоссе Таллин—Нарва. Расстояние до волостного центра — посёлка Куусалу — 5 км. Высота над уровнем моря — 42 метра. 
Деревня имеет свой флаг, который оформлен в красках флага волости Куусалу.
Климат умеренный. Официальный язык — эстонский. Почтовый индекс — 74621.

## Население
По данным переписи населения 2021 года, в Кахала проживали 100 человек, все — эстонцы.
Численность населения деревни Кахала:
| Год  | 1959 | 1970  | 1977  | 1979  | 1989  | 2000  | 2011  | 2021  |
| ---- | ---- | ----- | ----- | ----- | ----- | ----- | ----- | ----- |
| Чел. | 186  | ↘ 223 | ↘ 177 | ↘ 138 | ↘ 123 | ↘ 113 | → 113 | ↘ 100 |

## История
Впервые упомянута в Датской поземельной книге 1241 года (Kaial). В 1259 году упоминается Kaele, в 1290 году — Kaile, в 1637 году — Kahall, примерно в 1694 году — Kahela (деревня и озеро), в 1913 году — нем. Kahhala (деревня). В начале XIII века деревня принадлежала цистерцианцам монастыря Guthvalia.
Согласно Датской поземельной книге, площадь Кахала составляла 21 гак земли, то есть это была относительно большая деревня. Вероятно, в Кахала проживала 21 семья, что можно предположить по количеству хуторов более позднего времени: в 1684 — 21, в 1837— 20. В 1637 году, когда 14 из 20 пашен были заселены, в деревне проживали 15 семей.
C 2016 года деревня имеет свой флаг, оформленный в цветах волости Куусалу. На флаге изображён лебедь и дата "1219" (по словам старейшины Кахала, это год первого упоминания деревни). Флаг был разработан семьёй хутора Табани.

## Достопримечательности
В 1962 году в Эстонский музей под открытым небом из деревни Кахала была перевезена водяная мельница, одна четырёх принадлежавших мызе Кольк (Колга) водяных мельниц. Для посетителей мельница была открыта в 1969 году.
В качестве архитектурной достопримечательности интерес представляет здание Кахалаской почтовой станции, построенное в 1854—1855 годах.
На юго-западной окраине озера Кахала находятся Кахалаские каменные могильники, относящиеся к  первой половине I тыс. до н.э.

## Комментарии
1. ↑  Эстонские топонимы, оканчивающиеся на -а, не склоняются и не имеют женского рода (исключение — Нарва)[11].